# Heterometrus petersii
Heterometrus petersii je druh veleštíra rodu Heterometrus, dorůstá až 15 cm.

## Popis
Heterometrus petersii patří do skupiny veleštírů podobně jako africký Pandinus imperator. Dominantní barvou je černá pouze telson a konce nohou jsou červeno-hnědé. Jeho hlavní ozdobou jsou velká silná klepeta, která nám naznačují, že se nejedná o toxicky významného štíra. V klepetech má opravdu velkou sílu a při štípnutí to není nic příjemného. Telson používá jen výjimečně a v případě píchnutí způsobuje bolest přibližně jako vosa, samozřejmě u každého jedince to může být jinak.

## Rozšíření
Jichovýchodní Asie- Vietnam, Kambodža, Filipíny, Laos. Vlhké lesy, kde se ukrývá pod kořeny, kameny a kůrou.

## Chov
Pro mladé štíry stačí plastové boxy, které s rostoucím zvířetem zvětšujeme. Tito štíři jsou sociálně založení a můžeme je chovat ve velkém teráriu (několik kusů společně s převahou samic). Sdružují se společně pod úkryty. Ze začátku může docházet k bojům, než si na sebe zvířata zvyknou, ale většinou to netrvá dlouho. V teráriu by neměla chybět napáječka. Teplota kolem 28 °C, vzdušná vlhkost kolem 70%. Na dno terária můžeme použít kokosový substrát s rašelinou případně rašelinu s pískem či hrabanku.